# Domingo Show (game show)
Domingo Show foi um game show brasileiro produzido e exibido pela Rede Record entre 5 de março de 2000 e 19 de fevereiro de 2011, sob apresentação de Gilberto Barros e Edmundo Palesia. Ia ao ar aos domingos das 12h30 às 16h.

## Produção
Em novembro de 1999, Gilberto Barros e o diretor Edson Fernandes começaram a desenvolver um programa dominical focado em jogos que se diferenciasse do Quarta Total, também comandado pelo apresentador e que, apesar de também ter alguns jogos, era mais focado em apresentações musicais, entrevistas e outros quadros. O projeto levava o nome de Domingo Show, porém Gilberto soube que Eri Johnson pretendia batizar seu programa na TV Gazeta com o mesmo título e decidiu registrá-lo antes. O programa deveria estrear apenas em abril, porém foi adiantado para 5 de março, domingo de Carnaval, visando aproveitar a audiência que não queria acompanhar a programação carnavalesca, indo ao ar das 17h às 20h.
O programa saiu do ar em maio de 2002, quando Gilberto decidiu assinar com a Band por um salário maior.

## Quadros
Entre os quadros, estavam o Desafio em Família, no qual a família tinha que realizar uma prova junta para conquistar o prêmio pelo qual escreveram pedindo, o Videokê, uma disputa de karaokê valendo dinheiro, o Marcha Ré, uma prova onde músicas eram tocadas ao contrário e dois competidores disputavam com ajuda de artistas, a Quebra-Crânio, uma prova de conhecimentos gerais do mundo disputada por 5 pessoas, além de provas de dança, disputa de covers e mímica.